# Tangarasparv
Tangarasparv (Oreothraupis arremonops) är en fågel i familjen amerikanska sparvar inom ordningen tättingar.

## Utseende och läte
Tangarasparven är en kastanjebrun finkliknande fågel med svart huvud och silvergrå strimmor i ansiktet och på hjässan. Könen är lika. Sången består av ljusa, sträva serier med toner som kan upprepas många gånger i rad.

## Utbredning och systematik
Fågeln förekommer i Stillahavssluttningen i västra Anderna i Colombia och nordvästra Ecuador. Den placeras som enda art i släktet Oreothraupis. 

### Familjetillhörighet
Tidigare fördes de amerikanska sparvarna till familjen fältsparvar (Emberizidae) som omfattar liknande arter i Eurasien och Afrika. Flera genetiska studier visar dock att de utgör en distinkt grupp som sannolikt står närmare skogssångare (Parulidae), trupialer (Icteridae) och flera artfattiga familjer endemiska för Karibien.

## Levnadssätt
Tangarasparven bebor bergsbelägen molnskog. Där påträffas den lågt i tät vegetation och utmed vägar, vanligen enstaka eller i par. Olikt många andra tättingar slår den inte följe med kringvandrande artblandade flockar.

## Status och hot
Arten har ett stort utbredningsområde, men tros minska i antal, dock inte tillräckligt kraftigt för att den ska betraktas som hotad. Internationella naturvårdsunionen IUCN listar arten som livskraftig (LC). Beståndet är relativt litet, uppskattat till mellan 6 000 och 15 000 vuxna individer.